# 宽平桥站

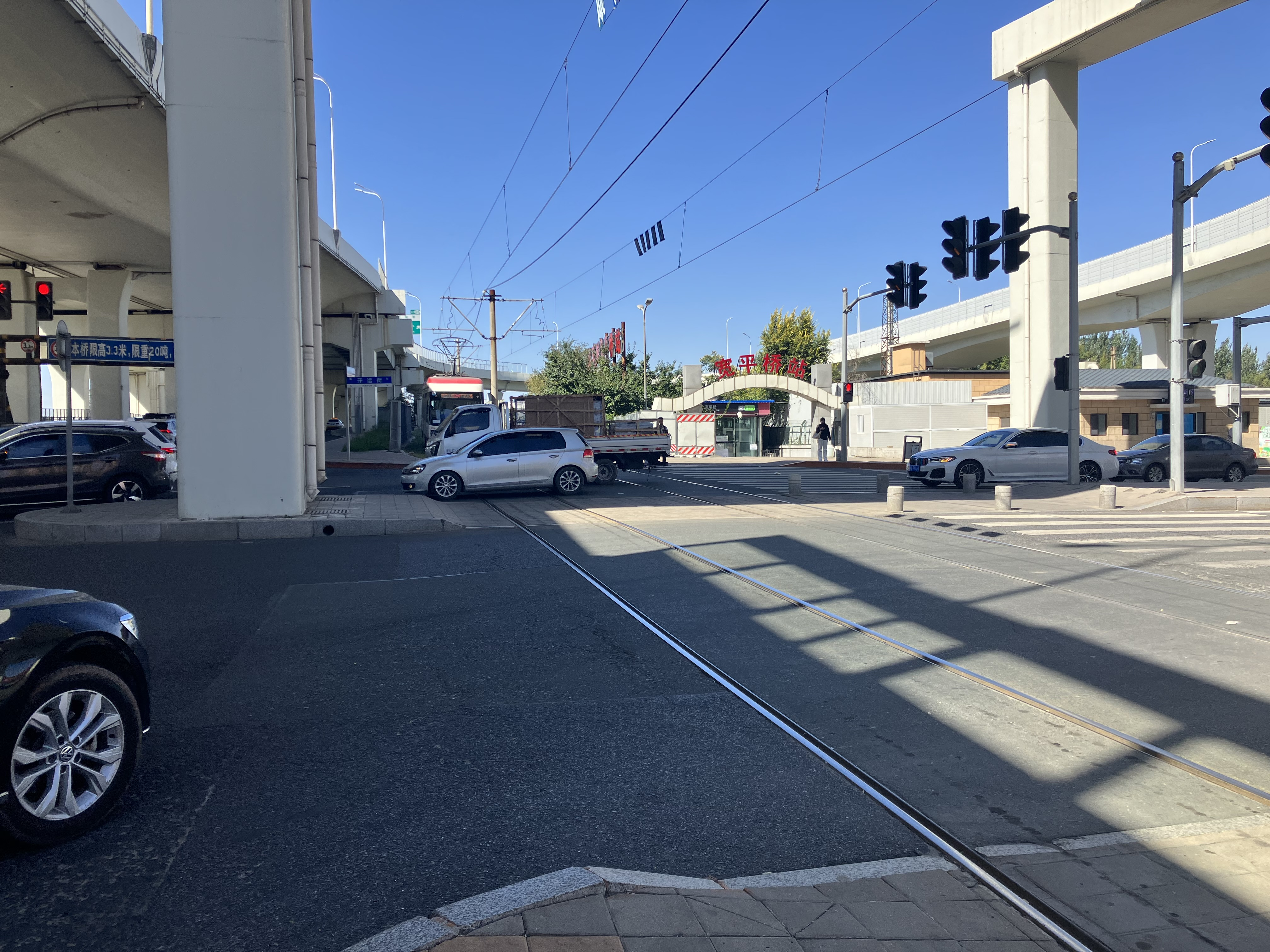
长春轨道交通3号线 宽平桥站

宽平桥站是一个位于吉林省长春市朝阳区的一个轻轨车站，属于长春轨道交通3号线。
本站可以与长春有轨电车54路及55路宽平大桥站进行转乘。

## 车站结构
车站位于国铁京哈铁路东侧，与国铁共同位于铁路路堑中，为敞开式切土车站。车站设置两个侧式月台，并分别设置简易雨棚。车站南侧设置天桥连接两侧站台，并在车站东侧开运街旁设有站房。

### 车站楼层
| 地面              | 站房及天桥 | 出入口、客服中心、自动售票机、验票机、换向天桥                                                                                                |
| 地下一层          | 站台       | \| 側式 · 開右邊车门 \| \| \| \| \| \| █ 3号线往伪满皇宫（湖西桥） \| \| \| \| █ 3号线往长影世纪城（抚松路） \| \| 側式 · 開右邊车门 \| \| \| |
| 側式 · 開右邊车门 |            | |
|                   |            | █ 3号线往伪满皇宫（湖西桥） |
|                   |            | █ 3号线往长影世纪城（抚松路） |
| 側式 · 開右邊车门 |            | |

## 历史
- 2002年10月30日 - 随3号线一期通车开通运营[1]。
- 2021年
  - 3月8日 - 3号线湖西桥站至长春站停运改造，本站成为临时终点站[2]。
  - 12月31日 - 3号线东延伸线通车，本站重新成为中途车站[3]。
- 2022年
  - 9月15日 - 因轨道施工需要，车站暂停运营[4]。
  - 10月15日 - 施工区段恢复运营[5]。

## 车站周边
- 长春电影城
- 宽平公铁立交桥
- 长春有轨电车宽平大桥站